# Brannens
Brannens é uma comuna francesa na região administrativa da Nova Aquitânia, no departamento da Gironda. Estende-se por uma área de 6,03 km². Em 2010 a comuna tinha 246 habitantes (densidade: 40,8 hab./km²).